# Петровка (Киевская область)
Петровка (укр. Петрівка) — село, входит в Васильковский район Киевской области Украины.
Население по переписи 2001 года составляло 18 человек. Почтовый индекс — 08675. Телефонный код — 4571. Занимает площадь 0,387 км². Код КОАТУУ — 3221485802.

## Местный совет
08675, Київська обл., Васильківський р-н, с.Вільшанська Новоселиця, вул.Тарновського,11